# Live Songs
Albums de Leonard Cohen
Songs of Love and Hate
(1971) New Skin for the Old Ceremony
(1974)
Live Songs est le premier album live du chanteur canadien Leonard Cohen. Il rassemble des enregistrements de concerts des années 1970 et 1972 du chanteur québécois.

## Liste des titres
Toutes les chansons sont écrites et composées par Leonard Cohen à l'exception de Passing Through qui a été écrite par Dick Blackeslee.
| 1.    | Minute Prologue                      | Royal Albert Hall de Londres, 1972      | 1:15  |
| 2.    | Passing Through                      | Royal Albert Hall de Londres, 1972      | 4:08  |
| 3.    | You Know Who I Am                    | Palais des beaux-arts à Bruxelles, 1972 | 5:25  |
| 4.    | Bird on the Wire                     | Salle Pleyel à Paris, 1972              | 4:31  |
| 5.    | Nancy                                | Royal Albert Hall de Londres, 1972      | 3:51  |
| 6.    | Improvisation                        | Salle Pleyel à Paris, 1972              | 3:20  |
| 7.    | Story of Isaac                       | Sportpalast de Berlin, 1972             | 3:59  |
| 8.    | Please Don't Pass Me By (A Disgrace) | Royal Albert Hall de Londres, 1970      | 13:03 |
| 9.    | Tonight Will Be Fine                 | Festival de l'île de Wight, 1970        | 6:12  |
| 10.   | Queen Victoria                       | Chambre dans le Tennessee               | 3:27  |
| 49:10 |                                      |                                         |       |

## Personnel
- Leonard Cohen : Chant, guitare acoustique
- David O'Connor : Guitare acoustique
- Ron Cornelius : Guitare acoustique et électrique
- Elkin Fowler : Guitare, banjo
- Bob Johnston : Guitare, harmonica, orgue
- Charlie Daniels : Basse, violon
- Peter Marshall : Contrebasse, basse électrique
- Aileen Fowler, Corlynn Hanney, Donna Washburn, Jennifer Warren : Chœurs

## Classements
| Classement (1973)            | Meilleure position |
| ---------------------------- | ------------------ |
| Allemagne (Media Control AG) | 30                 |
| Autriche (Ö3 Austria Top 40) | 8                  |
| États-Unis (Billboard 200)   | 156                |